# بي آند أو للرحلات البحرية
بي آند أو للرحلات البحرية أو بي آند أو كروزز (بالإنجليزية: P&O Cruises) هي شركة خطوط بحرية للسفن السياحية بريطانية مقرها في كارنيفال هاوس في ساوثهامبتون في إنجلترا وتديرها كارنيفال المملكة المتحدة وهي شركة تابعة لمجموعة كارنيفال كوربرايشن. بلغت حصتها السوقية العالمية للرحلات البحرية في عام 2018 2,4%.
كانت في الأصل شركة تابعة لشركة بي آند أو للشحن، وتأسست إثر عمليات إعادة هيكلة لأعمال بي آند أو في عام 1977. إلى جانب الشركة الشقيقة بي آند أو أستراليا، وتملك الشركة تاريخا كأقدم شركة على مستوى العالم في عمليات نقل الركاب منذ عام 1837. في عام 2000 إستقلت الشركة بأعمالها عن الشركة الأم بي آند أو وأصبحت شركة تابعة لـ بي آند أو برينسيس كروز،  وإنتقلت ملكيتها في عام 2003 إلى كارنيفال كوربرايشن بعد اندماج بي آند أو برينسيس كروز في كارنيفال كوربرايشن.

## لمحة تاريخية
سمسار سفن من لندن برودي ماكغي ويلكوكس أسس في عام 1834 مع آرثر أندرسون شراكة مع القبطان ريتشارد بورن وهو صاحب باخرة من دبلن. في عام 1837 فاز الثلاثي بعقد وبدأ في نقل البريد والركاب من إنجلترا إلى شبه الجزيرة الإيبيرية وتطلب ذلك تأسيس شركة شبه الجزيرة للملاحة البخارية. واندمجت الشركة في عام 1840 الشركة مع شركة عبر المحيط الأطلسي للسفن البخارية ووسعت عملياتها نحو الشرق، لتصبح باسم شركة شبه الجزيرة والشرق للملاحة البخارية (بي آند أو).
في عام 1844 توسعت الشركة في عمليات نقل الركاب للرحلات الترفيهية والبدء بالإبحار من إنجلترا إلى البحر الأبيض المتوسط لأول مرة. ولكن بحلول منتصف القرن العشرين كان النقل البحري للركاب مهددًا بسبب زيادة قدرة الركاب على تحمل تكاليف النقل الجوي، وبالتالي كرست الشركة في سبعينيات القرن الماضي عملياتها الخاصة بالركاب بالكامل للرحلات السياحية، وفي عام 1977 نقلت عملياتها إلى الشركة الجديدة باسم بي آند أو للرحلات البحرية. في عام 2003 تغيرت ملكية الشركة الأم بالإندماج مع شركة كارنيفال وتأسيس كيان جديد باسم كارنيفال كوربرايشن.

## الأسطول
قائمة بأسماء الأسطول الحالي من السفن السياحية :
| السفينة  | الصناعة | الصانع      | بدء الخدمة بإسطول الشركة | الحمولة الاجمالية | العلم           | تعليق | صورة                                    |
| -------- | ------- | ----------- | ------------------------ | ----------------- | --------------- | --- | --------------------------------------- |
| ارورا    | 2000    | ماير ويرفت  | 2000–الآن                | 76,152            | برمودا          | |                                         |
| اركاديا  | 2005    | فينكانتييري | 2005–الآن                | 84,342            | برمودا          | | أركاديا تغادر ميناء تالين 27 يونيو 2017 |
| فينتورا  | 2008    | فينكانتييري | 2008–الآن                | 116,017           | برمودا          | |                                         |
| إزورا    | 2010    | فينكانتييري | 2010–الآن                | 115,055           | برمودا          | |                                         |
| بريتانيا | 2015    | فينكانتييري | 2015–الآن                | 143,730           | المملكة المتحدة | |                                         |
| أيونا    | 2020    | ماير ويرفت  | 2021–الآن                | 184,089           | المملكة المتحدة | - سفينة القائد - كانت أكبر سفن شركة بي آند أو للرحلات البحرية السياحية وسوق المملكة المتحدة والأولى التي يتم تشغيلها بواسطة الغاز الطبيعي المسال                                                                                    |                                         |
| ارفيا    | 2022    | ماير ويرفت  | 2022                     | 184,700           | برمودا          | - أكبر سفينة سياحية على الإطلاق لشركة بي آند أو وفي سوق المملكة المتحدة. - طلبت في 2016 وبدء في تصنيعها 22 فبراير 2021 - كان من المخطط تسليمها في النصف الأول من عام 2022، لكنه تأخر حتى ديسمبر 2022 نتيجة تأثير جائحة فيروس كورونا |                                         |

## وصلات خارجية
- الموقع الرسمي